# MSC Grandiosa (судно)
MSC Grandiosa — круїзне судно класу Meraviglia Plus, яке належить і управляється компанією MSC Cruises. Побудоване компанією Chantiers de l'Atlantique у Сен-Назері, Франція, це перше з трьох суден класу Meraviglia Plus, призначених для круїзних ліній. Почало роботу 10 листопада 2019 року.

## Історія
1 лютого 2016 року MSC Cruises оголосила, що вони перетворили свої опції на два нових кораблі в тверді замовлення, причому нові судна є частиною підкласу, який розвивається з оригінальної платформи класу Meraviglia круїзної лінії, що отримала назву «Meraviglia Plus». Кожне нове судно було спроектовано таким чином, щоб бути більшим, ніж їхні старші сестри Meraviglia класу, на 181 541 GT, з максимальною пасажиромісткістю 6334 пасажирів.
15 листопада 2017 року, в день церемонії огранки судна на верфі STX France, MSC Cruises оголосила, що ім'я першого судна класу Meraviglia Plus буде MSC Grandiosa. Її церемонія монети була проведена в липні 2018 року, а її виведення відбулося через шість місяців, 5 січня 2019 року. Вона успішно завершила свої ходові випробування у вересні 2019 року. MSC Grandiosa було передано компанії MSC Cruises на церемонії на верфі Chantiers de l'Atlantique 31 жовтня 2019 року. Після її доставки MSC Grandiosa вирушила у свій перший рейс із верфі до Гамбурга на прес-конференції та її хрещення, відвідавши Роттердам і Гавр.
9 листопада 2019 року судно було охрещено на церемонії її хрещеною матір’ю стала Софі Лорен, під час пришвартування в річці Ельба. Пізніше корабель повернувся до свого доку в порту Гамбурга перед тим, як наступного дня, 10 листопада 2019 року, вирушило у свій перший круїз. Його перший круїз відбув 10 листопада 2019 року з Гамбурга до Генуї через Саутгемптон, Барселону та Марсель, йому також завадив шторм, який змусив скасувати рейс Лісабон.

## Дизайн і технічні характеристики
MSC Grandiosa має розміри 181 541 GT  і вміщує 2421 пасажирську каюту із загальною місткістю 6334 пасажирів. На кораблі також працюють 1704 члени екіпажу.  Її довжина 331 метр, ширина 43, висота 65 і максимальною швидкістю 22,3 вузла (41,3 км/год; 25,7 миль/год). Це також перше круїзне судно MSC, оснащене системою селективного каталітичного відновлення, яка допомагає скоротити викиди оксиду азоту на судні на 80 відсотків, а також замкнутою системою очищення вихлопних газів, яка зменшує викиди сірки на 97 відсотків. 